# Jonas Nicolaus Ahl
Jonas Nicolaus Ahl (en latin), ou Jonas Nicolas Ahl ou Jonas Nicholaus Ahl (né à Hudiksvall le 21 janvier 1765 et mort à Sala le 27 août 1817) est un zoologiste et botaniste suédois.

## Biographie
Jonas Nicolaus Ahl est né le 21 janvier 1765 à Hudiksvall dans la province de Hälsingland en Suède.
Il étudie au lycée Vasaskolan de la ville de Gävle avant de rejoindre l'Université d'Uppsala où il obtient, en 1789, son doctorat sous la direction de Carl Peter Thunberg.
Il épouse Margareta Sophia Alenius le 11 mars 1798 et meurt le 27 août 1817 à Sala en Suède.

## Héritage zoologique

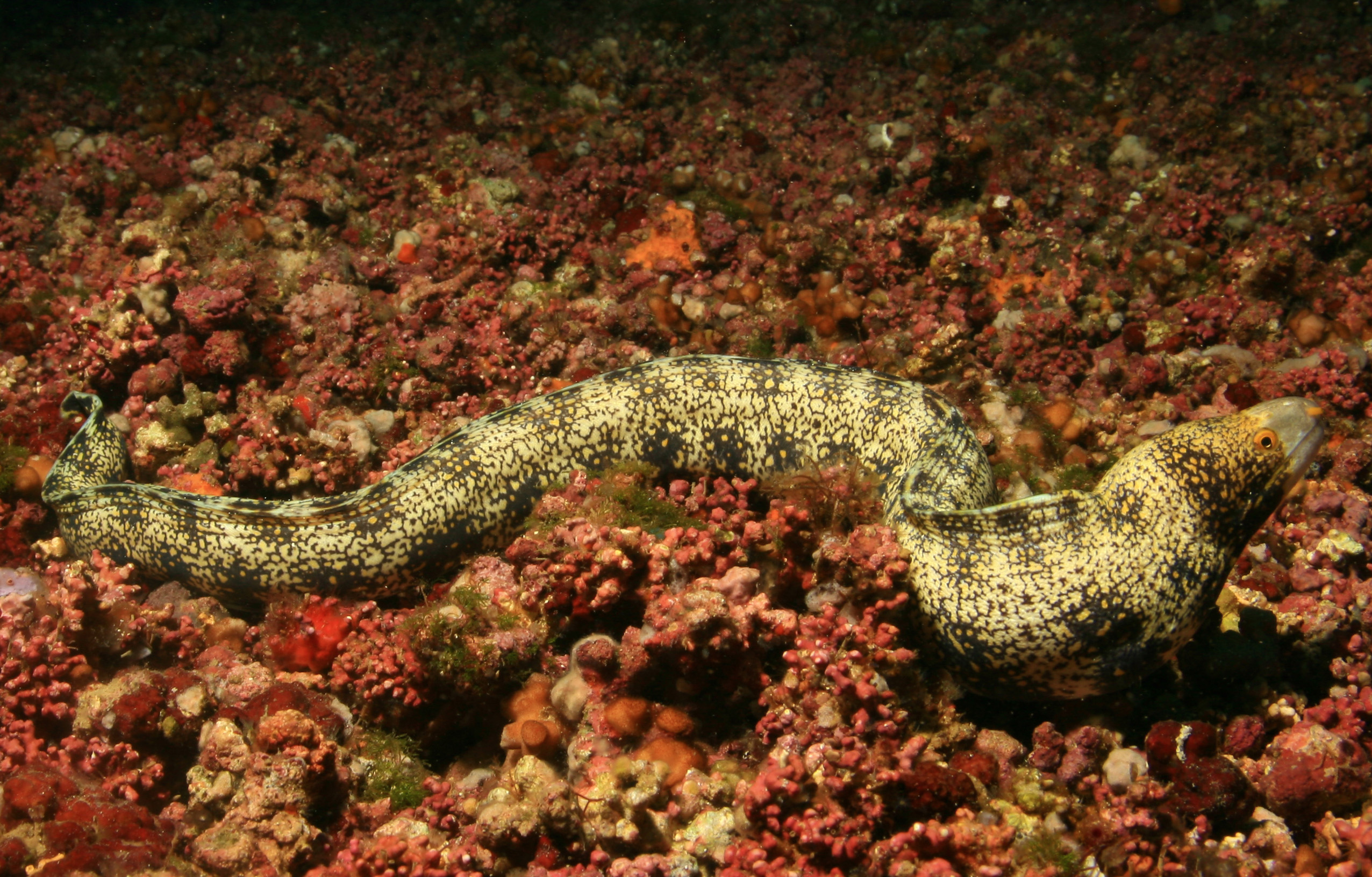
Echidna nebulosa (Ahl, 1789)

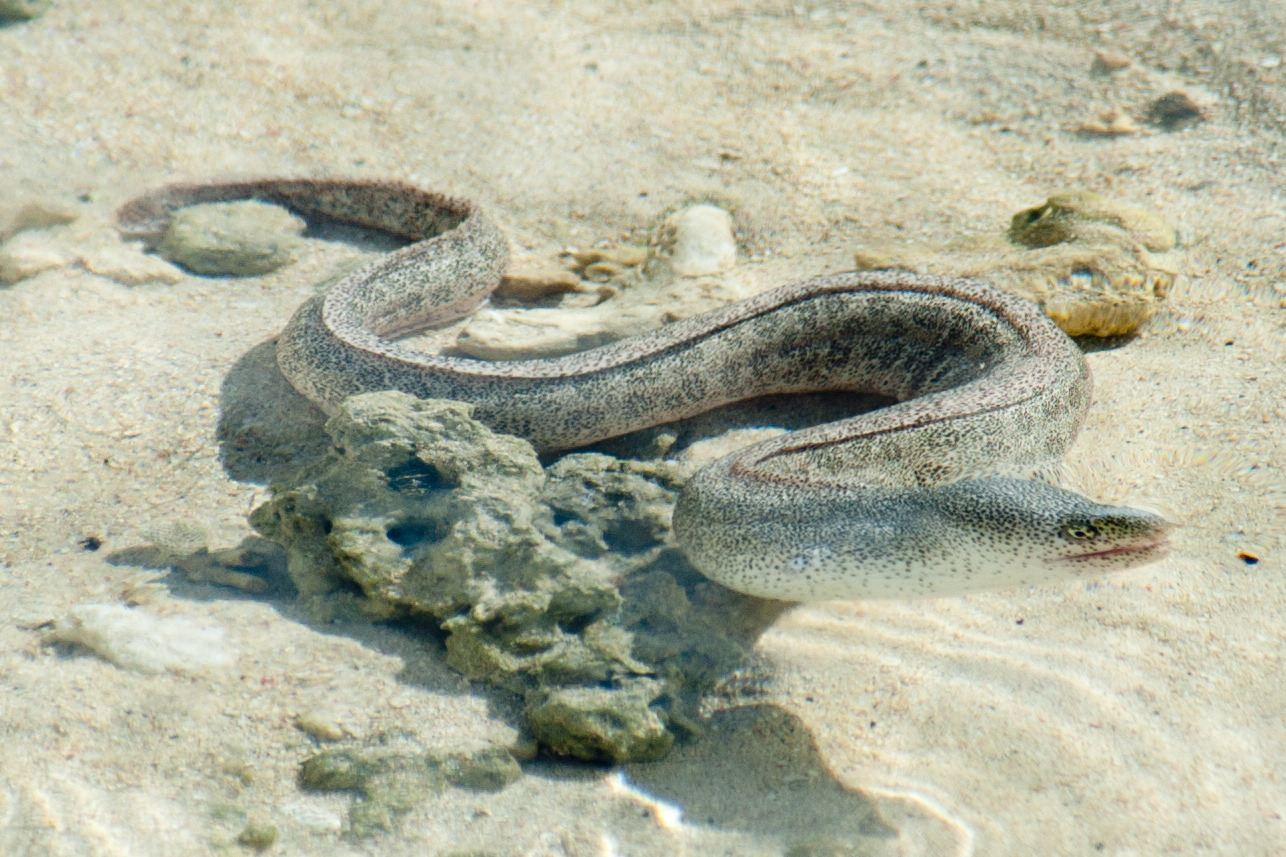
Gymnothorax pictus (Ahl, 1789)

Dans son manuscrit de 1789, il a décrit le genre Ophichthus ainsi que l'espèce Echidna nebulosa sous le protonyme Muraena nebulosa et l'espèce Gymnothorax pictus sous le protonyme Muraena pica.
Malgré des doutes sur la parternité de cette description, l'usage à la fin du XVIIIe siècle voulant que le directeur de thèse, en l’occurrence ici  Carl Peter Thunberg, rédige le mémoire, la description initiale du genre Ophichthus et des espèces Echidna nebulosa et Gymnothorax pictus reste attribuée à Jonas Nicolaus Ahl.

## Liste partielle de publications
- 1789 - Specimen ichthyologicum de muraena et ophichtho[3].
- 1793 - Dissertatio de Benzoe[7].

Jonas Nicolaus Ahl est également l'auteur de planches entomologiques.